# イラク国王一覧
第一次世界大戦後のオスマン帝国の解体により、3つの州(副地区)から成るオスマン領イラクは大英帝国の支配下に置かれ、イギリス委任統治領メソポタミアとなった。イギリスの努力にもかかわらずクルド人らイラクの人々は反乱を起こし、イラクそのもの統治が困難であることを露わにした。秩序を回復するためにヒジャーズ国王フサイン・イブン・アリーの三男ファイサル1世を初代とするハーシム朝を設立した。この一族はヒジャーズに起源を持つことからイラク人にとっては外国人であったが、住民投票では96％の賛成により受け入れられた。イラク王国は1958年のクーデター（7月14日革命）で共和制が敷かれるまで存続した。

## 古代イラク（メソポタミア）の王
- シュメール君主一覧　en:Sumerian King List
- アッカド君主一覧　en:List of kings of Akkad
- アッシリアの君主一覧　en:List of Assyrian kings
- バビロニア君主一覧　en:List of kings of Babylon

## ハーシム朝・イラク (1921年-1958年)

### イラク王国
| 肖像画 | 名前          | 生年          | 統治の開始    | 統治の終了    | 没年          |
| ------ | ------------- | ------------- | ------------- | ------------- | ------------- |
|        | ファイサル1世 | 1883年5月20日 | 1921年8月23日 | 1933年9月8日  | 1933年9月8日  |
|        | ガージー1世   | 1912年3月21日 | 1933年9月8日  | 1939年4月4日  | 1939年4月4日  |
|        | ファイサル2世 | 1935年5月2日  | 1939年4月4日  | 1958年7月14日 | 1958年7月14日 |